# 五條流
『五條流』は日本舞踊の流派のひとつ。花柳珠實が尾上菊五郎 (6代目)より五條の名を許され、花柳壽輔 (2代目)の了承のもと、1940年12月16日に五條珠實として流派創設する。
古典舞踊に加えて、洋楽やバレエの要素等も用いた、新しい舞踊を創作し新舞踊運動の先駆と称される。
1955年より珠實を中心に舞踊団を結成し、4ヶ月のヨーロッパ公演を行う。ウィーン国立歌劇場での国際芸術祭参加をはじめ、ドイツ、ルクセンブルク、オーストリア、スイス歴訪。終戦間もない日本文化の普及を促進した。

## 流派名の由来
「京都五条に生まれた尾上菊五郎 (初代)が『五條』という舞踊の流儀を作った」という伝え話が尾上家にあり、それにちなんで尾上菊五郎 (六代目)の門下であった花柳珠實（尾上かなめ）に新流派名として授けた。

## 人物
五條珠實（初代）
1899年-1987年
尾上菊五郎 (五代目)門下の舞踊家尾上尾乃志と、同門下の俳優で河竹黙阿弥門下の狂言作家でもあった尾上幸右衛門の養女として育つ。尾上菊五郎 (六代目)門下で尾上かなめと名乗り、花柳徳太郎（初代）門下で花柳徳次と名乗る。1930年に花柳珠實に改名、1940年五條流を創流し五條珠實となる。
『惜しむ春』『春信幻想曲』などで新舞踊の旗手とうたわれ、『太鼓のリズム』などこれまでの舞踊作品には取り入られてこなかった民俗芸能を早くから取り入れるなどした。1967年芸術選奨、1970年紫綬褒章受章　1976年勲四等宝冠章受章。
二世宗家五條珠実（二世に限り「実」）
1912年-2001年
花柳流時代に珠實の内弟子となり、後に五條珠緒と名乗る。五條流創流期には側近の門弟として重要な役割を果たし、流儀の発展に大きく貢献する。長きに渡り一門の会や自身のリサイタル等を意欲的に開催、各賞を受賞。
1990年、二世宗家として米寿を迎えての『北州』や、卒寿を過ぎてから後に三代目家元となる雅之助と共演した『連獅子』が話題となった。
五條詠昇
1923年-2008年
二代目家元。幼少より珠實に師事、五條珠太と名乗る。昭和23年に雅巳と改名、創作舞踊による公演を多数開催、芸術祭賞を相次いで受賞。初代による渡欧公演以降も親善大使として40カ国以上に日舞および日本民族舞踊公演に参加。民族芸能文化連盟理事、日本民俗芸能協会常任理事、同会長など歴任。1990年より五條流家元五條詠昇となる。
1992年紫綬褒章、1998年勲四等旭日小綬章受章。
五條珠實
1952年-
三代目家元。舞踊を詠昇に、長唄三味線を杵屋勝芳寿に師事し、それぞれ五條雅之助、杵屋勝寿央を名乗る。国立音楽大学、武蔵野音楽大学大学院卒業後は武智鉄二の歌舞伎塾、花柳芳次郎（二世花柳壽應）の舞踊塾に学ぶ。
日本舞踊協会公演、創作舞踊劇場、五條流珠實会などに出演。自身の舞踊会「雅之助の會」、門下の｢紅雅会｣を主宰、国立劇場等で古典から創作まで幅広く作品を発表する。海外公演も数多く、ロンドン、ベルリン、パリ、ウイーン、ローマ、ニューヨークなど各地にて公演、ワークショップを行う。2008年より五條流家元五條珠實となる。
現在は東京藝術大学客員教授、（公社）日本舞踊協会会員 。2020年、新型コロナウイルス感染症拡大による政府の緊急事態宣言を受け、4月12日に開催予定であった創流80周年第80回珠實会の開催を延期（後日、2021年9月12日に順延が決まる）、4月以降の年内の自身の稽古場での稽古を中止とした。しかし、近年もともと趣味で興じていたシャンソン（ライブ名は小宮ワタル）の自身のバースデーライブ（2020年9月5日）を新宿にある「シャンソンの店kuwa」で開催する。